# Cimolais
Cimolais is een gemeente in de Italiaanse provincie Pordenone (regio Friuli-Venezia Giulia) en telt 462 inwoners (31-12-2004). De oppervlakte bedraagt 101,1 km², de bevolkingsdichtheid is 5 inwoners per km².
De volgende frazioni maken deel uit van de gemeente: San Floriano.

## Demografie
Cimolais telt ongeveer 203 huishoudens. Het aantal inwoners daalde in de periode 1991-2001 met 4,9% volgens cijfers uit de tienjaarlijkse volkstellingen van ISTAT.
| Jaar | Inwoneraantal |
| ---- | ------------- |
| 1991 | 489           |
| 2001 | 465           |

## Geografie
Cimolais grenst aan de volgende gemeenten: Claut, Domegge di Cadore (BL), Erto e Casso, Forni di Sopra (UD), Perarolo di Cadore (BL), Pieve di Cadore (BL).